# 裸頭鈎鯰
裸頭鈎鯰，為輻鰭魚綱鯰形目甲鯰科的其中一種，為熱帶淡水魚，分布於南美洲蓋亞那布蘭科河上游的Takutu河流域，體長可達7.9公分，棲息在底層水域，生活習性不明。

## 扩展阅读
維基物種上的相關：裸頭鈎鯰